# Quentovic

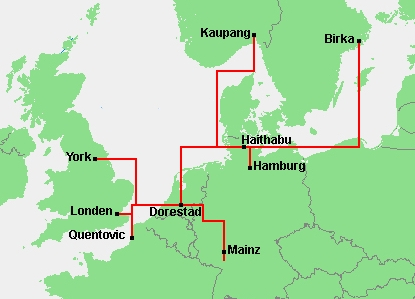
Quentovic e Dorestad, con le relative vie commerciali

Quentovic era, nell'Alto Medioevo, un porto-emporio franco situato sulla Manica.
Il nome, variamente trascritto, significherebbe "porto sulla Canche", fiume che sfocia a sud di Boulogne. L'insediamento non esiste più, e a partire da metà Ottocento, soprattutto per interesse di archeologi britannici, lo si è cercato in più siti, nella valle della Canche da Montreuil fin sulla costa a Étaples e Le Touquet.
Scavi archeologici dei primi anni settanta del Novecento, rinvenendo resti gallo-romani, merovingi e carolingi, lo hanno localizzato con una certa sicurezza a est di Étaples, nel territorio del comune di La Calotterie.
Quentovic costituiva un importante luogo di scambio per il popolo franco e collegava col suo porto il continente europeo all'Inghilterra, specie alla costa sudorientale del Kent. Da quanto sappiamo, Quentovic venne fondato da un re di Neustria alla fine del V o all'inizio del VI secolo e fu con Dorestad uno dei più importanti porti franchi del nord, fino all'abbandono conclusosi probabilmente nell'XI secolo. I mercanti vi accorrevano per via del limitato numero di luoghi di scambio dell'epoca, e Quentovic era anche il punto di sbarco preferito per i pellegrini in viaggio dalle isole britanniche verso Roma e per i monaci anglosassoni diretti all'evangelizzazione del continente.
Scarseggiando i resti fisici, alcune delle testimonianze più importanti sulla storia di Quentovic derivano dai documenti fiscali, specie dall'attività della zecca locale: sono state infatti ritrovate monete coniate durante le dinastie merovingia e carolingia.

## Periodo merovingio
Quentovic potrebbe essere stata fondata tra la fine del V e l'inizio del VI secolo; di certo le prime monete coniatevi datano al VI secolo.
La ragione che ne mosse la fondazione probabilmente ebbe a che fare con la volontà dei Franchi di accrescere il proprio commercio a lungo raggio, e la posizione del porto di Quentovic era per di più ideale per il controllo delle frontiere dell'impero recentemente consolidato. Nei suoi primi anni Quentovic era probabilmente nient'altro che una semplice sede di mercato dove avvenivano scambi tra i commercianti del continente e quelli dell'Inghilterra sudorientale; i mercanti basati a Quentovic saranno stati soprattutto franchi, sassoni, o frisoni, e in un luogo di commercio del genere avranno fondato proprie sedi permanenti con magazzini e alloggi. Il commercio con gli Anglosassoni, specie del Kent e forse dell'Hampshire, era vitale per la comunità: le esportazioni verso l'Inghilterra saranno state soprattutto tessuti, ma anche vino e materiali da costruzione; nel Kent sono stati del resto scoperti oggetti di vasellame, vetri, tessuti e monete d'oro dell'inizio dell'VIII secolo di produzione franca; anche schiavi e altri beni potevano essere scambiati a Quentovic.
La prima menzione di Quentovic in un testo scritto si riteneva tradizionalmente contenuta in una carta di Dagoberto I, riguardante alcuni mercanti in viaggio per la fiera di Saint-Denis, ma il documento è oggi riconosciuto come un falso del tardo IX secolo.
Beda il Venerabile è la prima fonte sicura a menzionare Quentovic, nella sua Historia ecclesiastica gentis Anglorum: in essa si afferma che re Ecgberht del Kent inviò Raedfrid in Francia con Teodoro di Canterbury, nel 668. Poco dopo l'inizio del viaggio, Teodoro cadde malato e dovette riposare; Raedfrid fu costretto a chiedere a Ebroino, maggiordomo di palazzo della Neustria e della Burgundia, l'autorizzazione ad entrare a Quentovic. Ebroino viene menzionato anche da Stefano di Ripon nell'unico altro testo del periodo che nomina Quentovic: nella Vita Sancti Wilfrithi il vescovo Vilfrido di York si mette in viaggio per Roma nel 678, per appellarsi al Papa contro la divisione della sua diocesi; gli oppositori di Vilfrido inviano doni a Ebroino e a Teodorico III, re di Neustria, per convincerli a catturare il rivale; i due decidono di intercettarlo a Quentovic, ma per errore rapiscono al posto suo il vescovo Winfrido di Lichfield. Quentovic era dunque chiaramente un punto d'ingresso strategico dall'Inghilterra nel regno franco. Nel 716 Ceolfrid, abate di Wearmouth-Jarrow, era tenuto a possedere lettere d'ingresso a Quentovic, per il suo viaggio attraverso la Francia: ciò dimostra anche che Quentovic era sorvegliata da vicino dalle autorità, e tale sorveglianza crebbe ulteriormente una volta che i carolingi ebbero preso il controllo della Francia nel 751.

## Periodo carolingio
Nel periodo carolingio Quentovic era ancora uno dei principali snodi del commercio franco con l'Inghilterra, e c'è una chiara evidenza che in quel periodo l'autorità pubblica vi si rafforzò: i mercanti erano infatti costretti a pagare imposte su molti beni, in contrasto col fatto che nella maggioranza dell'impero i mercanti, designati complessivamente fideles, dipendenti diretti, del sovrano, ne fossero esentati (gli unici posti dove erano richieste imposte di commercio erano alcuni passi alpini e i due porti di Dorestad e Quentovic). Il dazio, al suo livello massimo, toccò a Quentovic il 10%, costituendo una delle più importanti fonti di entrate per l'amministrazione franca; senza le tasse riscosse ai porti, Carlo Magno avrebbe avuto difficoltà nell'istituire e mantenere il suo enorme esercito.
Quentovic era anche il porto da cui gli ambasciatori franchi partivano per recarsi in missione presso re Offa di Mercia. Durante il regno di Carlo Magno, diversi monasteri vollero creare propri depositi in città o nei paraggi; tra gli altri si ricordano Saint-Vaast, Saint-Riquier, San Bertino, Saint-Germain-des-Prés, Saint-Wandrille de Fontenelle, Ferrières. Nel 779 Carlo Magno accordò all'abbazia di Saint-Germain-des-Prés l'esenzione dai dazi in atto a Quentovic.
Carlo Magno voleva rafforzare il proprio controllo fiscale, e non esitava a servirsi di vescovi e abati per garantire il funzionamento della propria macchina statale: Geroaldo, abate di Fontenelle, venne nominato intendente dei porti sulla Manica, e in particolare dell'emporio di Quentovic, con l'incarico di riscuotere i tributi.

## La zecca di Quentovic

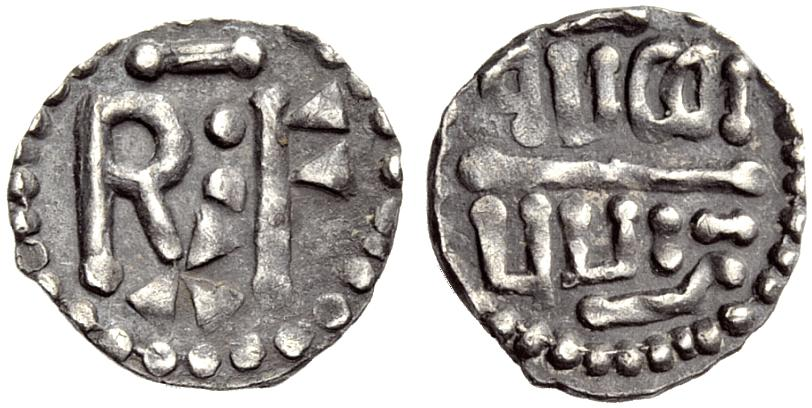
Denaro di Pipino il Breve, coniato a Quentovic nel 754-768 circa.

La più ricca testimonianza su Quentovic risiede oggi nelle monete che vi furono coniate, le prime attorno alla metà del VI secolo. La zecca di Quentovic produsse nella prima metà del VII secolo dei trienti d'oro, recanti un'immagine del sovrano e il nome del monetiere. Nel 670 circa non vi si produceva più moneta d'oro ma si usava l'argento per quelli che i franchi chiamavano "sceatta", coniati a Quentovic nel tardo VII secolo e nel primo VIII. Tale attività di conio sembra indicare un periodo di prosperità: la moneta sarebbe stata usata soprattutto a fini commerciali, più che per scopi fiscali. Quando si insediò la dinastia carolingia, nel 751, a Quentovic si continuò a battere moneta sotto Pipino il Breve. Dopo Pipino la situazione cambiò improvvisamente, e le monete battute a Quentovic durante il regno di Carlo Magno e quello di Ludovico il Pio sono molto rare, il che suggerirebbe un declino economico rispetto al secolo precedente; all'opposto le zecche di Melle, Chartres, Parigi, Orléans, e Reims erano all'epoca molto più attive.
Molti storici hanno affermato che nella seconda metà del IX secolo Quentovic aveva imboccato la via del declino: l'editto di Pistres dell'864 è l'ultimo redatto con riferimento a Quentovic; sembra comunque che l'editto abbia comportato alcuni benefici per l'economia cittadina poiché successivamente ad esso, nel ventennio tra l'860 e l'880 ossia durante il regno di Carlo il Calvo, l'attività di conio aumentò rispetto ai decenni precedenti, e nelle monete aumentò il titolo d'argento. Nel X secolo nuovamente le monete di produzione locale scarseggiano: ciò, e il fatto che le fonti scritte non ne facciano menzione, ha indotto gli storici a supporre che il porto attraversasse un nuovo periodo di declino. Le ultime monete conosciute battute a Quentovic sono datate al 980.

## Scomparsa
È difficile determinare quando Quentovic sia stata completamente abbandonata: la città fu saccheggiata dai Normanni nell'842, e rimase in mano ai Franchi solo perché Carlo il Calvo accettò di pagare un tributo. Altre incursioni seguirono nei decenni successivi, ma Quentovic riuscì a risollevarsi nonostante il possibile concomitante declino dell'autorità carolingia. I continui raid devono averne duramente colpita l'economia, lentamente i mercanti l'abbandonarono in cerca di luoghi più protetti, e nel X secolo Quentovic sembra sia stata rimpiazzata da porti più accessibili dall'Inghilterra e meglio fortificati, quali Montreuil-sur-Mer e Saint-Omer.
Manca comunque un'evidenza sull'effettiva data di abbandono di Quentovic, sebbene scavi archeologici abbiano portato alla luce vasellame datato al più al X secolo, e frammenti di vetro potassico, di solito datato alla fine del millennio. Fra gli altri possibili fattori che contribuirono al declino si ipotizzano un'inondazione, o l'innalzarsi del livello del mare, o le difficoltà che le navi, di dimensioni sempre crescenti, potrebbero aver incontrato ad attraccare in porto. La fine di Quentovic rimane un mistero, sebbene sia largamente accettato che più che una caduta repentina si sia trattato di un graduale abbandono destinato a concludersi al principio dell'XI secolo.